# Coupe du monde d'escrime 2009-2010
Navigation
Coupe du monde 2009 Coupe du monde 2011
La coupe du monde d'escrime 2010 est la 39e édition de la coupe du monde d'escrime, compétition d'escrime organisée annuellement par la Fédération internationale d'escrime.

## Distribution des points
Les compétitions du calendrier se divisent en cinq catégories. Toutes rapportent des points comptant pour la coupe du monde selon un coefficient préétabli : coefficient 1 pour les épreuves de coupe du monde, coefficient 1,5 pour les grands prix et championnats de zone et coefficient 2,5 pour les championnats du monde (En l'occurrence les Jeux olympiques). Les tournois satellite, destinés à familiariser de jeunes tireurs avec les compétitions internationales, rapportent peu de points.

### Individuel
| Rang                                 | 1er | 2e | 3e | 5e à 8e | 9e à 16e | 17e à 32e | 33e à 64e |
| ------------------------------------ | --- | -- | -- | ------- | -------- | --------- | --------- |
| Jeux olympiques                      | 80  | 65 | 50 | 35      | 20       | 10        | 5         |
| Championnats continentaux Grand Prix | 48  | 39 | 30 | 21      | 12       | 6         | 3         |
| Coupe du monde                       | 32  | 26 | 20 | 14      | 8        | 4         | 2         |
| Satellite                            | 4   | 3  | 2  | 1       | 0        | 0         | 0         |

### Par équipes
Le partage des points est le même pour toutes les compétitions par équipes, sauf pour les championnats du monde qui rapportent le double.
| Rang                                     | 1er | 2e  | 3e | 4e | 5e | 6e | 7e | 8e | 9e | 10e | 11e | 12e | 13e | 14e | 15e | 16e | 17e à 33e |
| ---------------------------------------- | --- | --- | -- | -- | -- | -- | -- | -- | -- | --- | --- | --- | --- | --- | --- | --- | --------- |
| Jeux olympiques Championnats du monde    | 128 | 104 | 80 | 72 | 64 | 60 | 56 | 52 | 50 | 48  | 46  | 44  | 42  | 40  | 38  | 36  | 16        |
| Championnats continentaux Coupe du monde | 64  | 52  | 40 | 36 | 32 | 30 | 28 | 26 | 25 | 24  | 23  | 22  | 21  | 20  | 19  | 18  | 8         |

## Calendrier

### Messieurs
| Légende | Abrégé | Catégorie            |
|         | JO     | Jeux olympiques      |
|         | ChM    | Championnat du monde |
|         | ChZ    | Championnat de zone  |
|         | GP     | Grand Prix           |
|         | CoM    | Coupe du monde       |
|         | Sat.   | Tournoi satellite    |

| Date       | Nom et lieu du tournoi                          | Cat. | Arme    | Type | Vainqueur                   | Finaliste              | Troisièmes                                 |
| ---------- | ----------------------------------------------- | ---- | ------- | ---- | --------------------------- | ---------------------- | ------------------------------------------ |
| 11/10/2009 | Trophée de Belgrade, Belgrade                   | Sat. | Épée    | Ind. | Deyan Dobrev                | Marin Dorian Privan    | Bartlomiej Jezyk David Losonczy            |
| 17/10/2009 | Tournoi de Kupittaa, Turku                      | Sat. | Épée    | Ind. | Joar Sundman                | Niko Vuorinen          | Tor Forsse Andres Gomez                    |
| 18/10/2009 | Coupe Léon Paul, Londres                        | Sat. | Fleuret | Ind. | Sebastiaan Borst            | Matteo Fiaconis        | Filip Hedenskog Lorenzo Pasini             |
| 24/10/2009 | Tournoi satellite, Copenhague                   | Sat. | Épée    | Ind. | Sten Priinits               | Toni Kneist            | David Bonde Edoardo Munzone                |
| 24/10/2009 | Tournoi satellite, Gand                         | Sat. | Sabre   | Ind. | Seppe van Holsbeke          | Bartlomiej Olejnik     | Michal Kosman Alexander O'Connell          |
| 07/11/2009 | Tournoi satellite, Oslo                         | Sat. | Épée    | Ind. | Claus Mørch                 | Aivar Liimets          | Fredrik Backer Joaquim Videira             |
| 14/11/2009 | Tournoi satellite, Amsterdam                    | Sat. | Sabre   | Ind. | Bartlomiej Olejnik          | Anthony Crutchett      | Lucian Dina Alexander O'Connell            |
| 14/11/2009 | Tournoi satellite, Arhus                        | Sat. | Épée    | Ind. | Dirk Röder                  | Carlo Rota             | Gerald Hinz Martin Jensen                  |
| 14/11/2009 | Tournoi satellite, Amsterdam                    | Sat. | Fleuret | Ind. | Sebastiaan Borst            | Matthijs Rohlfs        | Federico Fico Aljoscha Golan               |
| 21/11/2009 | Coupe Aphrodite, Nicosie                        | Sat. | Épée    | Ind. | Federico Filippa            | Ido Ajzenstadt         | Periklis Iatopoulos Georges Ambalof        |
| 28/11/2009 | Tournoi satellite, Dublin                       | Sat. | Épée    | Ind. | João Cordeiro               | Michele Bino           | Matteo Beretta Giovanni Lippi              |
| 09/01/2010 | Coupe du monde, Kish                            | CoM  | Épée    | Ind. | Jonathan Willis             | Ali Yaghoubian         | João Cordeiro Joaquim Videira              |
| 09/01/2010 | Coupe du monde, Kish                            | CoM  | Sabre   | Ind. | Tamás Decsi                 | Mojtaba Abedini        | Dobrin Gionov Marcin Koniusz               |
| 16/01/2010 | Coupe de Copenhague, Copenhague                 | CoM  | Fleuret | Ind. | Richard Kruse               | Radosław Glonek        | Julien Mertine Marcel Marcilloux           |
| 16/01/2010 | Coupe du monde, Istanbul                        | CoM  | Sabre   | Ind. | Veniamin Reshetnikov        | Cosmin Hănceanu        | Aliaksandr Buikevich Florin Zalomir        |
| 16/01/2010 | Tournoi satellite, Copenhague                   | Sat. | Sabre   | Ind. | Lam Hin Chung               | Low Ho Tin             | Olli Mahlamaki Marc Oakes                  |
| 22/01/2010 | Grand Prix du Qatar, Doha                       | GP   | Épée    | Ind. | Jörg Fiedler                | Aleksey Tikhomirov     | Sergey Khodos Paolo Pizzo                  |
| 22/01/2010 | Grand Prix du Qatar, Doha                       | GP   | Épée    | Éq.  | France                      | Hongrie                | Pologne                                    |
| 29/01/2010 | Trophée Carroccio, Legnano                      | GP   | Épée    | Ind. | Ulrich Robeiri              | Gauthier Grumier       | Jiří Beran Paolo Pizzo                     |
| 29/01/2010 | Trophée Carroccio, Legnano                      | GP   | Épée    | Éq.  | Hongrie                     | Chine                  | Pologne                                    |
| 29/01/2010 | Challenge international de Paris, Paris         | GP   | Fleuret | Ind. | Lei Sheng                   | Kwon Young-ho          | Aleksey Khovanskiy Huang Liangcai          |
| 29/01/2010 | Challenge international de Paris, Paris         | GP   | Fleuret | Éq.  | Russie                      | Italie                 | Japon                                      |
| 30/01/2010 | Coupe Akropolis, Athènes                        | CoM  | Sabre   | Ind. | Benedikt Beisheim           | Veniamin Reshetnikov   | Tamás Decsi Zsolt Nemcsik                  |
| 05/02/2010 | Coupe Gerevich-Kovacs-Karpati, Budapest         | GP   | Sabre   | Ind. | Rareș Dumitrescu            | Gu Bon-gil             | Nikolasz Iliasz Florin Zalomir             |
| 05/02/2010 | Coupe Gerevich-Kovacs-Karpati, Budapest         | GP   | Sabre   | Éq.  | Roumanie                    | Italie                 | Hongrie                                    |
| 06/02/2010 | Ville de Lisbonne, Lisbonne                     | CoM  | Épée    | Ind. | Max Heinzer                 | Hugues Boisvert-Simard | José Luis Abajo Sten Priinits              |
| 06/02/2010 | Coupe SAF, Stockholm                            | Sat. | Épée    | Ind. | Tor Forsse                  | Lorenzo Mancini        | Mihails Jefremenko Peter Lindholm          |
| 09/02/2010 | Ville de La Corogne, La Corogne                 | CoM  | Fleuret | Ind. | Zhu Jun                     | Jérémy Cadot           | Lei Sheng Erwan Le Péchoux                 |
| 12/02/2010 | Sabre de Moscou, Moscou                         | GP   | Sabre   | Ind. | Zsolt Nemcsik               | Oh Eun-seok            | Rareș Dumitrescu Luigi Samele              |
| 12/02/2010 | Sabre de Moscou, Moscou                         | GP   | Sabre   | Éq.  | France                      | Italie                 | Chine                                      |
| 13/02/2010 | Glaive de Tallinn, Tallinn                      | CoM  | Épée    | Ind. | Nikolai Novosjolov          | Diego Confalonieri     | Aleksey Tikhomirov Igor Tourchine          |
| 13/02/2010 | Tournoi satellite, Oreoro                       | Sat. | Sabre   | Ind. | Stuart Marshall             | Keita Azuma            | Daniel Corcoran Jauhen Zuments             |
| 19/02/2010 | Coupe ville de Venise, Venise                   | GP   | Fleuret | Ind. | Lei Sheng                   | Andrea Baldini         | Andrea Cassarà Artem Sedov                 |
| 19/02/2010 | Coupe ville de Venise, Venise                   | GP   | Fleuret | Éq.  | Italie                      | Russie                 | Chine                                      |
| 26/02/2010 | Glaive d'Asparoukh, Plovdiv                     | GP   | Sabre   | Ind. | Nicolas Limbach             | Zhong Man              | Luigi Miracco Diego Occhiuzzi              |
| 26/02/2010 | Glaive d'Asparoukh, Plovdiv                     | GP   | Sabre   | Éq.  | Italie                      | Roumanie               | Hongrie                                    |
| 27/02/2010 | Grand Prix de Berne, Berne                      | CoM  | Épée    | Ind. | José Luis Abajo             | Yin Lianchi            | Enrico Garozzo Rubén Limardo               |
| 27/02/2010 | Lion de Bonn, Bonn                              | CoM  | Épée    | Ind. | Valerio Aspromonte          | Giorgio Avola          | Peter Joppich Zhu Jun                      |
| 05/03/2010 | Challenge Bernadotte, Stockholm                 | GP   | Épée    | Ind. | Jung Seung-hwa              | Jörg Fiedler           | Géza Imre Bogdan Nikishin                  |
| 05/03/2010 | Challenge Bernadotte, Stockholm                 | GP   | Épée    | Éq.  | Italie                      | Pologne                | Hongrie                                    |
| 13/03/2010 | Ville d'Espinho, Espinho                        | CoM  | Fleuret | Ind. | Renal Ganeev                | Rouslan Nassiboulline  | Artem Sedov Marcin Zawada                  |
| 20/03/2010 | Coupe du monde, Charm el-Cheikh                 | CoM  | Fleuret | Ind. | Andrea Cassarà              | Stefano Barrera        | Valerio Aspromonte Simone Vanni            |
| 21/03/2010 | Grand Prix, Tunis                               | GP   | Sabre   | Ind. | Jaime Martí                 | Gu Bon-gil             | Rareș Dumitrescu Áron Szilágyi             |
| 21/03/2010 | Grand Prix, Tunis                               | GP   | Sabre   | Éq.  | Roumanie                    | Italie                 | Corée du Sud                               |
| 26/03/2010 | Coupe d'Heidenheim, Heidenheim an der Brenz     | CoM  | Épée    | Ind. | Pavel Sukhov                | Bas Verwijlen          | Gábor Boczkó Gauthier Grumier              |
| 27/03/2010 | Tournoi satellite, Copenhague                   | Sat. | Fleuret | Ind. | Mats Stijlaart              | Gael Santos            | Oleg Dobryshev Alexander Tsoronis          |
| 30/04/2010 | Grand Prix, Shanghai                            | GP   | Fleuret | Ind. | Andrea Cassarà              | Peter Joppich          | Valerio Aspromonte Luca Simoncelli         |
| 30/04/2010 | Grand Prix, Shanghai                            | GP   | Fleuret | Éq.  | Chine                       | Italie                 | Corée du Sud                               |
| 01/05/2010 | Coupe du monde, Pattaya                         | CoM  | Sabre   | Ind. | Adam Skrodzki               | Benjamin Igoe          | Lam Hin Chung Balazs Lontay                |
| 07/05/2010 | Challenge Monal, Paris                          | CoM  | Épée    | Ind. | Jörg Fiedler                | Rubén Limardo          | José Luis Abajo Matteo Tagliariol          |
| 08/05/2010 | Tournoi satellite, Istanbul                     | Sat. | Épée    | Ind. | Alexandros Kontogiannis     | Kiril Marinov          | Daniel Nica Alin Sbarcia                   |
| 09/05/2010 | Trophée SK, Séoul                               | CoM  | Fleuret | Ind. | Kwon Young-ho               | Richard Kruse          | Ha Tae-gyu Park Hee-kyung                  |
| 14/05/2010 | Sabre de Wołodyjowski, Varsovie                 | CoM  | Épée    | Ind. | Nicolas Limbach             | Csaba Gall             | Nikolasz Iliasz Marco Tricarico            |
| 14/05/2010 | Coupe du Prince Takamodo, Tokyo                 | GP   | Fleuret | Ind. | Yūki Ōta                    | Valerio Aspromonte     | Benjamin Kleibrink Laurence Halsted        |
| 14/05/2010 | Coupe du Prince Takamodo, Tokyo                 | GP   | Fleuret | Éq.  | Chine                       | France                 | Russie                                     |
| 22/05/2010 | Challenge Australia, Sydney                     | CoM  | Épée    | Ind. | Seth Kelsey                 | Keisuke Sakamoto       | Tigran Bajgoric Joaquim Videira            |
| 22/05/2010 | Ville de Madrid, Madrid                         | CoM  | Épée    | Ind. | Oh Eun-seok                 | Gu Bon-gil             | Aldo Montano Aleksey Yakimenko             |
| 22/05/2010 | Coupe de St Duje, Split                         | Sat. | Épée    | Ind. | Edoardo Munzone             | Marin Dorian Pirvan    | Nicolas Dupin Alin Mitrica                 |
| 22/05/2010 | Tournoi satellite, Helsinki                     | Sat. | Sabre   | Ind. | Keita Azuma                 | Iliy Andreyev          | Pavels Guzanovs Miroslav Shabanski         |
| 24/05/2010 | Fleuret de Saint-Pétersbourg, Saint-Pétersbourg | GP   | Fleuret | Ind. | Lei Sheng                   | Richard Kruse          | Miles Chamley-Watson Choi Byung-chul       |
| 24/05/2010 | Fleuret de Saint-Pétersbourg, Saint-Pétersbourg | GP   | Fleuret | Éq.  | Chine                       | Japon                  | France                                     |
| 28/05/2010 | Épée internationale, Montréal                   | CoM  | Épée    | Ind. | Kim Seung-gu                | Seth Kelsey            | Hugues Boisvert-Simard Jean-Michel Lucenay |
| 28/05/2010 | Trophée Luxardo, Padoue                         | GP   | Sabre   | Ind. | Áron Szilágyi               | Luigi Tarantino        | Nikolay Kovalev Oh Eun-seok                |
| 28/05/2010 | Trophée Luxardo, Padoue                         | GP   | Sabre   | Éq.  | Corée du Sud                | Russie                 | France                                     |
| 29/05/2010 | Épée internationale, Montréal                   | CoM  | Fleuret | Ind. | Ha Tae-gyu                  | René Pranz             | Choi Byung-chul Alexander Massialas        |
| 03/06/2010 | Coupe de La Havane, La Havane                   | CoM  | Fleuret | Ind. | Andrea Cassarà              | Victor Sintès          | Giorgio Avola Stefano Barrera              |
| 04/06/2010 | Coupe de Porto Rico, Caguas                     | CoM  | Épée    | Ind. | Alfredo Rota                | Jung Seung-hwa         | Max Heinzer Marc Font                      |
| 05/06/2010 | Tournoi satellite, Reykjavik                    | Sat. | Sabre   | Ind. | Stuart Marshall             | Keita Azuma            | Haraldur Hugosson Hartmut Wrase            |
| 11/06/2010 | Coupe du monde, Isla de Margarita               | CoM  | Fleuret | Ind. | Bojan Jovanović             | Miles Chamley-Watson   | Rafael Suárez David Willette               |
| 12/06/2010 | Coupe Cole, Newcastle-upon-Tyne                 | Sat. | Sabre   | Ind. | Henry Gann                  | Neil Hutchison         | Keita Azuma Julian Rose                    |
| 13/06/2010 | Coupe du monde, Isla de Margarita               | CoM  | Sabre   | Ind. | Aldo Montano                | Luigi Samele           | Tamás Decsi Nikolasz Iliasz                |
| 19/06/2010 | Coupe du monde, New York                        | CoM  | Sabre   | Ind. | Aldo Montano                | Boladé Apithy          | Nicolas Limbach Won Woo-young              |
| 26/06/2010 | Jockey Club Argentino, Buenos Aires             | CoM  | Épée    | Ind. | Dmitriy Karuchenko          | Bas Verwijlen          | Maksym Khvorost Anatoliy Herey             |
| 08/07/2010 | Championnats d'Asie, Séoul                      | ChZ  | Épée    | Ind. | Kim Seung-gu                | Shogo Nishida          | Kim Sang-min Park Kyoung-doo               |
| 08/07/2010 | Championnats d'Asie, Séoul                      | ChZ  | Épée    | Éq.  | Corée du Sud                | Chine                  | Hong Kong Kazakhstan                       |
| 08/07/2010 | Championnats d'Asie, Séoul                      | ChZ  | Fleuret | Ind. | Huang Liangcai              | Lei Sheng              | Ryo Miyake Zhu Jun                         |
| 08/07/2010 | Championnats d'Asie, Séoul                      | ChZ  | Fleuret | Éq.  | Chine                       | Japon                  | Corée du Sud Hong Kong                     |
| 08/07/2010 | Championnats d'Asie, Séoul                      | ChZ  | Sabre   | Ind. | Gu Bon-gil                  | Oh Eun-seok            | Jiang Kelu Wang Jingzhi                    |
| 08/07/2010 | Championnats d'Asie, Séoul                      | ChZ  | Sabre   | Éq.  | Chine                       | Corée du Sud           | Iran Japon                                 |
| 17/07/2010 | Championnats d'Europe, Leipzig                  | ChZ  | Épée    | Ind. | Jean-Michel Lucenay         | Gábor Boczkó           | Radosław Zawrotniak Pavel Sukhov           |
| 17/07/2010 | Championnats d'Europe, Leipzig                  | ChZ  | Épée    | Éq.  | Hongrie                     | Ukraine                | Allemagne                                  |
| 17/07/2010 | Championnats d'Europe, Leipzig                  | ChZ  | Fleuret | Ind. | Andrea Baldini              | Valerio Aspromonte     | Renal Ganeev Richard Kruse                 |
| 17/07/2010 | Championnats d'Europe, Leipzig                  | ChZ  | Fleuret | Éq.  | Italie                      | Russie                 | Royaume-Uni                                |
| 17/07/2010 | Championnats d'Europe, Leipzig                  | ChZ  | Sabre   | Ind. | Aleksey Yakimenko           | Nicolas Limbach        | Boladé Apithy Oleh Shturbabin              |
| 17/07/2010 | Championnats d'Europe, Leipzig                  | ChZ  | Sabre   | Éq.  | Italie                      | Ukraine                | Allemagne                                  |
| 02/08/2010 | Championnats panaméricains, San José            | ChZ  | Épée    | Ind. | Guillermo Madrigal Sardinas | Andres Carillo Ayana   | Silvio Fernández Vincent Pelletier         |
| 02/08/2010 | Championnats panaméricains, San José            | ChZ  | Épée    | Éq.  | Cuba                        | Canada                 | États-Unis                                 |
| 02/08/2010 | Championnats panaméricains, San José            | ChZ  | Fleuret | Ind. | Antonio Leal                | Miles Chamley-Watson   | Alexander Massialas João Antonio Sousa     |
| 02/08/2010 | Championnats panaméricains, San José            | ChZ  | Fleuret | Éq.  | États-Unis                  | Venezuela              | Mexique                                    |
| 02/08/2010 | Championnats panaméricains, San José            | ChZ  | Sabre   | Ind. | Vincent Couturier           | Hernán Jansen          | Philippe Beaudry Nicolas Mayer             |
| 02/08/2010 | Championnats panaméricains, San José            | ChZ  | Sabre   | Éq.  | États-Unis                  | Canada                 | Venezuela                                  |
| 25/09/2010 | Championnats d'Afrique, Tunis                   | ChZ  | Épée    | Ind. | Alexandre Bouzaid           | Ahmed Nabil            | Cheikh Omar Diallo Jawher Miled            |
| 25/09/2010 | Championnats d'Afrique, Tunis                   | ChZ  | Épée    | Éq.  | Égypte                      | Tunisie                | Afrique du Sud                             |
| 25/09/2010 | Championnats d'Afrique, Tunis                   | ChZ  | Fleuret | Ind. | Tarek Fouad                 | Mohamed Samandi        | Alaaeldin Abouelkassem Mahmoud Mostafa     |
| 25/09/2010 | Championnats d'Afrique, Tunis                   | ChZ  | Fleuret | Éq.  | Égypte                      | Afrique du Sud         | Tunisie                                    |
| 25/09/2010 | Championnats d'Afrique, Tunis                   | ChZ  | Sabre   | Ind. | Souhaieb Sakrani            | Hichem Samandi         | Iheb Ben Chaabane Mamadou Keïta            |
| 25/09/2010 | Championnats d'Afrique, Tunis                   | ChZ  | Sabre   | Éq.  | Tunisie                     | Sénégal                | Maroc                                      |
| 04/11/2010 | Championnats du monde, Paris                    | ChM  | Épée    | Ind. | Nikolai Novosjolov          | Gauthier Grumier       | Gábor Boczkó Jean-Michel Lucenay           |
| 04/11/2010 | Championnats du monde, Paris                    | ChM  | Épée    | Éq.  | France                      | États-Unis             | Hongrie                                    |
| 04/11/2010 | Championnats du monde, Paris                    | ChM  | Fleuret | Ind. | Peter Joppich               | Lei Sheng              | Gerek Meinhardt Yūki Ōta                   |
| 04/11/2010 | Championnats du monde, Paris                    | ChM  | Fleuret | Éq.  | Chine                       | Italie                 | Japon                                      |
| 04/11/2010 | Championnats du monde, Paris                    | ChM  | Sabre   | Ind. | Won Woo-young               | Nicolas Limbach        | Cosmin Hănceanu Veniamin Reshetnikov       |
| 04/11/2010 | Championnats du monde, Paris                    | ChM  | Sabre   | Éq.  | Russie                      | Italie                 | Roumanie                                   |

### Dames
| Date       | Nom et lieu du tournoi                                       | Cat. | Arme    | Type | Vainqueur                 | Finaliste                | Troisièmes                               |
| ---------- | ------------------------------------------------------------ | ---- | ------- | ---- | ------------------------- | ------------------------ | ---------------------------------------- |
| 11/10/2009 | Trophée de Belgrade, Belgrade                                | Sat. | Épée    | Ind. | Loredana Iordachioiu      | Aleksandra Jevremović    | Romana Caran Renata Knapik               |
| 18/10/2009 | Tournoi de Kupittaa, Turku                                   | Sat. | Épée    | Ind. | Catharina Kock            | Michaela Kock            | Nina Bjorkman Sophie Haarlem             |
| 25/10/2009 | Tournoi satellite, Copenhague                                | Sat. | Épée    | Ind. | Nina Aabech               | Kinka Barvestad          | Nathalie Ullmann Ahl Suvi Lehtonen       |
| 08/11/2009 | Tournoi satellite, Oslo                                      | Sat. | Épée    | Ind. | Kristina Kuusk            | Emma Samuelsson          | Dagmar Baraniková Caroline Piasecka      |
| 14/11/2009 | Tournoi satellite, Arhus                                     | Sat. | Épée    | Ind. | Nina Aabech               | Karin Louise Hooge       | Teresa Osland Esther Pasch               |
| 21/11/2009 | Coupe Aphrodite, Nicosie                                     | Sat. | Épée    | Ind. | Miriam de Sepibus         | Kypriani Nicolaou        | Katia Kokkoti Fani Varveri               |
| 15/01/2010 | Coupe Westend, Budapest                                      | GP   | Épée    | Ind. | Maureen Nisima            | Monika Sozanska          | Britta Heidemann Violetta Kolobova       |
| 15/01/2010 | Coupe Westend, Budapest                                      | GP   | Épée    | Éq.  | France                    | Roumanie                 | Pologne                                  |
| 23/01/2010 | Grand Prix, Doha                                             | GP   | Épée    | Ind. | Yana Shemyakina           | Emese Szász              | Bianca Del Carretto Tatiana Logunova     |
| 23/01/2010 | Grand Prix, Doha                                             | GP   | Épée    | Éq.  | Pologne                   | Russie                   | Chine                                    |
| 30/01/2010 | Coupe d'Angleterre, Londres                                  | CoM  | Sabre   | Ind. | Mariel Zagunis            | Aleksandra Socha         | Zhu Min Irena Wieckowska                 |
| 05/02/2010 | Tournoi international, Rome                                  | CoM  | Épée    | Ind. | Laura Flessel-Colovic     | Nathalie Moellhausen     | Imke Duplitzer Francesca Quondamcarlo    |
| 05/02/2010 | Trophée BNP Paribas, Orléans                                 | GP   | Sabre   | Ind. | Olha Kharlan              | Mariel Zagunis           | Cécilia Berder Ekaterina Diatchenko      |
| 05/02/2010 | Trophée BNP Paribas, Orléans                                 | GP   | Sabre   | Éq.  | États-Unis                | France                   | Russie                                   |
| 06/02/2010 | Coupe de l'étoile, Belgrade                                  | CoM  | Fleuret | Ind. | Larisa Korobeynikova      | Corinne Maîtrejean       | Yulia Biryukova Ianna Rouzavina          |
| 07/02/2010 | Coupe SAF, Stockholm                                         | Sat. | Épée    | Ind. | Catharina Kock            | Kinka Bavestad           | Larisa Andreyeva Julia Zuikova           |
| 13/02/2010 | Ville de Barcelone, Barcelone                                | CoM  | Épée    | Ind. | Britta Heidemann          | Emma Samuelsson          | Ewa Nelip Mélanie Soiron                 |
| 13/02/2010 | Coupe du monde, Salzbourg                                    | CoM  | Fleuret | Ind. | Valentina Vezzali         | Sylwia Gruchała          | Elisa Di Francisca Arianna Errigo        |
| 14/02/2010 | Sabre de Moscou, Moscou                                      | GP   | Sabre   | Ind. | Bao Yingying              | Mariel Zagunis           | Ekaterina Diatchenko Sofia Velikaïa      |
| 14/02/2010 | Sabre de Moscou, Moscou                                      | GP   | Sabre   | Éq.  | Russie                    | France                   | Ukraine                                  |
| 19/02/2010 | Challenge international de Saint-Maur, Saint-Maur-des-Fossés | GP   | Épée    | Ind. | Britta Heidemann          | Oh Yun-hee               | Laura Flessel-Colovic Emese Szász        |
| 19/02/2010 | Challenge international de Saint-Maur, Saint-Maur-des-Fossés | GP   | Épée    | Éq.  | Pologne                   | Allemagne                | Roumanie                                 |
| 20/02/2010 | Coupe du monde, Leipzig                                      | CoM  | Fleuret | Ind. | Aida Shanaeva             | Nam Hyun-hee             | Kamilla Gafurzianova Shi Yun             |
| 20/02/2010 | Coupe Unicredit Bank, Budapest                               | CoM  | Sabre   | Ind. | Vassilikí Vouyioúka       | Gioia Marzocca           | Ilaria Bianco Kim Keum-hwa               |
| 26/02/2010 | Coupe Artus Court PKO BP, Gdańsk                             | GP   | Fleuret | Ind. | Valentina Vezzali         | Arianna Errigo           | Elisa Di Francisca Nam Hyun-hee          |
| 26/02/2010 | Coupe Artus Court PKO BP, Gdańsk                             | GP   | Fleuret | Éq.  | Italie                    | Russie                   | Corée du Sud                             |
| 27/02/2010 | Coupe du monde, Madrid                                       | CoM  | Sabre   | Ind. | Ekaterina Diatchenko      | Julia Gavrilova          | Svetlana Kormilitsyna Irene Vecchi       |
| 05/03/2010 | Grand Prix, Turin                                            | GP   | Fleuret | Ind. | Valentina Vezzali         | Nam Hyun-hee             | Elisa Di Francisca Benedetta Durando     |
| 05/03/2010 | Grand Prix, Turin                                            | GP   | Fleuret | Éq.  | Italie                    | Russie                   | Chine                                    |
| 06/03/2010 | Coupe Würth, Tauberbischofsheim                              | CoM  | Épée    | Ind. | Emese Takács              | Tatiana Logunova         | Nathalie Alibert Timea Nagy              |
| 12/03/2010 | Tournoi international, Lamezia Terme                         | GP   | Sabre   | Ind. | Olha Kharlan              | Zhu Min                  | Ilaria Bianco Gioia Marzocca             |
| 12/03/2010 | Tournoi international, Lamezia Terme                         | GP   | Sabre   | Éq.  | Russie                    | Pologne                  | Italie                                   |
| 13/03/2010 | Coupe du monde, Florina                                      | CoM  | Épée    | Ind. | Ana Maria Brânză          | Sonja Tol                | Renata Knapik Anca Măroiu                |
| 13/03/2010 | Coupe Eximbank, Budapest                                     | CoM  | Fleuret | Ind. | Jeon Hee-sook             | Eugyenia Lamonova        | Viktoria Nikichina Claudia Pigliapoco    |
| 19/03/2010 | Coupe du monde, Charm el-Cheikh                              | CoM  | Fleuret | Ind. | Valentina Vezzali         | Elisa Di Francisca       | Giovanna Trillini Ilaria Salvatori       |
| 19/03/2010 | Grand Prix, Tunis                                            | GP   | Sabre   | Ind. | Olha Kharlan              | Mariel Zagunis           | Irene Vecchi Sofia Velikaïa              |
| 19/03/2010 | Grand Prix, Tunis                                            | GP   | Sabre   | Éq.  | Russie                    | Ukraine                  | États-Unis                               |
| 20/03/2010 | Épée de Moscou, Lobnya                                       | CoM  | Épée    | Ind. | Tatiana Logunova          | Yana Shemyakina          | Magdalena Piekarska Anna Sivkova         |
| 26/03/2010 | Challenge Jeanty, Marseille                                  | GP   | Fleuret | Ind. | Elisa Di Francisca        | Nam Hyun-hee             | Sylwia Gruchała Valentina Vezzali        |
| 26/03/2010 | Challenge Jeanty, Marseille                                  | GP   | Fleuret | Éq.  | Italie                    | Pologne                  | Corée du Sud                             |
| 27/03/2010 | Souvenir J. Nowara, Luxembourg                               | CoM  | Épée    | Ind. | Emese Szász               | Emma Samuelsson          | Bianca Del Carretto Marzia Muroni        |
| 28/03/2010 | Tournoi satellite, Copenhague                                | Sat. | Fleuret | Ind. | Marta Cammilletti         | Michala Cellerová        | Sophie Troiano Diana Yakovleva           |
| 24/04/2010 | Coupe du monde, Klagenfurt                                   | CoM  | Sabre   | Ind. | Irene Vecchi              | Melanie Kubissa          | Alessandra Lucchino Chrystall Nicoll     |
| 01/05/2010 | Coupe du monde, Pattaya                                      | CoM  | Sabre   | Ind. | Stefanie Kubissa          | Au Yeung Wai Sum         | Au Sin Ying Lam Hin Wai                  |
| 03/05/2010 | Coupe du monde, Shanghai                                     | CoM  | Fleuret | Ind. | Valentina Vezzali         | Elisa Di Francisca       | Arianna Errigo Nam Hyun-hee              |
| 07/05/2010 | Trophée SK, Séoul                                            | GP   | Fleuret | Ind. | Valentina Vezzali         | Virginie Ujlaki          | Corinne Maîtrejean Ilaria Salvatori      |
| 07/05/2010 | Trophée SK, Séoul                                            | GP   | Fleuret | Éq.  | Italie                    | Corée du Sud             | Russie                                   |
| 08/05/2010 | Challenge Yves Brasseur, Gand                                | CoM  | Sabre   | Ind. | Ilaria Bianco             | Stefanie Kubissa         | Ekaterina Diatchenko Bogna Jozwiak       |
| 08/05/2010 | Tournoi satellite, Istanbul                                  | Sat. | Épée    | Ind. | Loredana Iordachioiu      | Reha Dogan               | Roxana Lazar Cana Puiu                   |
| 14/05/2010 | Tournoi international, Nankin                                | GP   | Épée    | Ind. | Ana Maria Brânză          | Magdalena Piekarska      | Sherraine Schalm Yana Shemyakina         |
| 14/05/2010 | Tournoi international, Nankin                                | GP   | Épée    | Éq.  | Russie                    | Roumanie                 | Chine                                    |
| 15/05/2010 | Coupe du monde, Coblence                                     | CoM  | Sabre   | Ind. | Bogna Jozwiak             | Azza Besbes              | Stefanie Kubissa Chrystall Nicoll        |
| 21/05/2010 | Fleuret de Saint-Pétersbourg, Saint-Pétersbourg              | GP   | Fleuret | Ind. | Valentina Vezzali         | Nam Hyun-hee             | Lee Hye-sun Aida Mohamed                 |
| 21/05/2010 | Fleuret de Saint-Pétersbourg, Saint-Pétersbourg              | GP   | Fleuret | Éq.  | Russie                    | Italie                   | Corée du Sud                             |
| 22/05/2010 | Challenge Australia, Sydney                                  | CoM  | Épée    | Ind. | Imke Duplitzer            | Sonja Tol                | Britta Heidemann Monika Sozanska         |
| 22/05/2010 | Coupe de St Duje, Split                                      | Sat. | Épée    | Ind. | Smilijka Rodić            | Raluca Cristina Sbarcia  | Tihana Garib Toncica Topić               |
| 22/05/2010 | Tournoi satellite, Bakou                                     | Sat. | Sabre   | Ind. | Sevil Bunyatova           | Sabina Mikina            | Aida Alasgarova Sevinc Bunyatova         |
| 28/05/2010 | Épée internationale, Montréal                                | GP   | Épée    | Ind. | Tatiana Logunova          | Emese Szász              | Francesca Boscarelli Yin Mingfang        |
| 28/05/2010 | Épée internationale, Montréal                                | GP   | Épée    | Éq.  | Allemagne                 | Italie                   | Roumanie                                 |
| 28/05/2010 | Grand Prix, Tianjin                                          | GP   | Sabre   | Ind. | Mariel Zagunis            | Olha Kharlan             | Ekaterina Diatchenko Aleksandra Socha    |
| 28/05/2010 | Grand Prix, Tianjin                                          | GP   | Sabre   | Éq.  | Russie                    | Ukraine                  | États-Unis                               |
| 05/06/2010 | Coupe du monde, La Havane                                    | CoM  | Sabre   | Ind. | Aleksandra Socha          | Emily Jacobson           | Dagmara Wozniak Mariel Zagunis           |
| 05/06/2010 | Tournoi satellite, Reykjavik                                 | Sat. | Épée    | Ind. | Gudrun Johannsdottir      | Gunnhildur Gardarsdottir | Thorbjorg Agustsdottir Rebecka Andersson |
| 07/06/2010 | Tournoi Nancy Huranga, La Havane                             | CoM  | Fleuret | Ind. | Valentina Vezzali         | Arianna Errigo           | Margherita Granbassi Sylwia Gruchała     |
| 09/06/2010 | Coupe du monde, La Havane                                    | CoM  | Épée    | Ind. | Anca Măroiu               | Zuleidis Ortiz Fuente    | Ana Maria Brânză Monika Sozanska         |
| 12/06/2010 | Coupe Cole, Newcastle-upon-Tyne                              | Sat. | Épée    | Ind. | Jessica Beer              | Elena Rainero            | Mary Cohen H. E. Lawrence                |
| 12/06/2010 | Coupe Cole, Newcastle-upon-Tyne                              | Sat. | Sabre   | Ind. | Maxine McCombie           | Sophie Williams          | Nicola Gathercole Laura Hunter-Thomas    |
| 18/06/2010 | Coupe du monde, New York                                     | CoM  | Sabre   | Ind. | Mariel Zagunis            | Reka Benko               | Léonore Perrus Sofia Velikaïa            |
| 19/06/2010 | Coupe du monde, New York                                     | CoM  | Fleuret | Ind. | Nam Hyun-hee              | Astrid Guyart            | Sylwia Gruchała Corinne Maîtrejean       |
| 08/07/2010 | Championnats d'Asie, Séoul                                   | ChZ  | Épée    | Ind. | Jung Hyo-jung             | Luo Xiaojuan             | Yin Mingfang Oh Yun-hee                  |
| 08/07/2010 | Championnats d'Asie, Séoul                                   | ChZ  | Épée    | Éq.  | Chine                     | Corée du Sud             | Hong Kong Taipei chinois                 |
| 08/07/2010 | Championnats d'Asie, Séoul                                   | ChZ  | Fleuret | Ind. | Nam Hyun-hee              | Jeon Hee-sook            | Kanae Ikehata Oh Ha-na                   |
| 08/07/2010 | Championnats d'Asie, Séoul                                   | ChZ  | Fleuret | Éq.  | Corée du Sud              | Japon                    | Chine Singapour                          |
| 08/07/2010 | Championnats d'Asie, Séoul                                   | ChZ  | Sabre   | Ind. | Tan Xue                   | Zhu Min                  | Kim Keum-hwa Mo Hyo-jung                 |
| 08/07/2010 | Championnats d'Asie, Séoul                                   | ChZ  | Sabre   | Éq.  | Chine                     | Corée du Sud             | Hong Kong Kazakhstan                     |
| 17/07/2010 | Championnats d'Europe, Leipzig                               | ChZ  | Épée    | Ind. | Imke Duplitzer            | Magdalena Piekarska      | Laura Flessel Noam Mills                 |
| 17/07/2010 | Championnats d'Europe, Leipzig                               | ChZ  | Épée    | Éq.  | Pologne                   | Italie                   | France                                   |
| 17/07/2010 | Championnats d'Europe, Leipzig                               | ChZ  | Fleuret | Ind. | Valentina Vezzali         | Eugyenia Lamonova        | Inna Deriglazova Elisa Di Francisca      |
| 17/07/2010 | Championnats d'Europe, Leipzig                               | ChZ  | Fleuret | Éq.  | Italie                    | Allemagne                | Russie                                   |
| 17/07/2010 | Championnats d'Europe, Leipzig                               | ChZ  | Sabre   | Ind. | Svetlana Kormilitsyna     | Sofia Velikaïa           | Ilaria Bianco Sibylle Klemm              |
| 17/07/2010 | Championnats d'Europe, Leipzig                               | ChZ  | Sabre   | Éq.  | Ukraine                   | Russie                   | Italie                                   |
| 02/08/2010 | Championnats panaméricains, San José                         | ChZ  | Épée    | Ind. | Yamilka Rodriguez Quesada | Kelley Hurley            | Courtney Hurley Zuleidis Ortiz Fuente    |
| 02/08/2010 | Championnats panaméricains, San José                         | ChZ  | Épée    | Éq.  | Cuba                      | Canada                   | États-Unis                               |
| 02/08/2010 | Championnats panaméricains, San José                         | ChZ  | Fleuret | Ind. | Lee Kiefer                | Monica Peterson          | Misleydis Compañy Doris Willette         |
| 02/08/2010 | Championnats panaméricains, San José                         | ChZ  | Fleuret | Éq.  | États-Unis                | Canada                   | Venezuela                                |
| 02/08/2010 | Championnats panaméricains, San José                         | ChZ  | Sabre   | Ind. | Mariel Zagunis            | Sandra Sassine           | Ibtihaj Muhammad Dagmara Wozniak         |
| 02/08/2010 | Championnats panaméricains, San José                         | ChZ  | Sabre   | Éq.  | États-Unis                | Canada                   | Mexique                                  |
| 25/09/2010 | Championnats d'Afrique, Tunis                                | ChZ  | Épée    | Ind. | Sarra Besbes              | Mona Abdel Aziz          | Hossam Eman Meriem Hayouni               |
| 25/09/2010 | Championnats d'Afrique, Tunis                                | ChZ  | Épée    | Éq.  | Tunisie                   | Afrique du Sud           | Égypte                                   |
| 25/09/2010 | Championnats d'Afrique, Tunis                                | ChZ  | Fleuret | Ind. | Inès Boubakri             | Shaimaa El Gammal        | Eman El Gammal Haïfa Jabri               |
| 25/09/2010 | Championnats d'Afrique, Tunis                                | ChZ  | Fleuret | Éq.  | Égypte                    | Tunisie                  | Sénégal                                  |
| 25/09/2010 | Championnats d'Afrique, Tunis                                | ChZ  | Sabre   | Ind. | Amira Ben Chaabane        | Azza Besbes              | Mennatallah Ahmed Hela Besbes            |
| 25/09/2010 | Championnats d'Afrique, Tunis                                | ChZ  | Sabre   | Éq.  | Tunisie                   | Égypte                   | Togo                                     |
| 04/11/2010 | Championnats du monde, Paris                                 | ChM  | Épée    | Ind. | Maureen Nisima            | Emese Szász              | Tatiana Logunova Nathalie Moellhausen    |
| 04/11/2010 | Championnats du monde, Paris                                 | ChM  | Épée    | Éq.  | Roumanie                  | Allemagne                | Corée du Sud                             |
| 04/11/2010 | Championnats du monde, Paris                                 | ChM  | Fleuret | Ind. | Elisa Di Francisca        | Arianna Errigo           | Nam Hyun-hee Valentina Vezzali           |
| 04/11/2010 | Championnats du monde, Paris                                 | ChM  | Fleuret | Éq.  | Italie                    | Pologne                  | Corée du Sud                             |
| 04/11/2010 | Championnats du monde, Paris                                 | ChM  | Sabre   | Ind. | Mariel Zagunis            | Olha Kharlan             | Olena Khomrova Sofia Velikaïa            |
| 04/11/2010 | Championnats du monde, Paris                                 | ChM  | Sabre   | Éq.  | Russie                    | Ukraine                  | France                                   |

## Classements généraux

### Épée
| Rang | Nom                 | Points |
| ---- | ------------------- | ------ |
| 1    | Gauthier Grumier    | 218    |
| 2    | Jörg Fiedler        | 188    |
| 3    | Nikolai Novosjolov  | 176    |
| 4    | Jean-Michel Lucenay | 168    |
| 5    | Paolo Pizzo         | 158    |

| Rang | Nom          | Points |
| ---- | ------------ | ------ |
| 1    | Hongrie      | 300    |
| 2    | France       | 279    |
| 3    | Corée du Sud | 214    |
| 4    | Pologne      | 214    |
| 5    | États-Unis   | 204    |

| Rang | Nom                 | Points |
| ---- | ------------------- | ------ |
| 1    | Emese Szász         | 294    |
| 2    | Tatiana Logunova    | 250    |
| 3    | Magdalena Piekarska | 230    |
| 4    | Britta Heidemann    | 220    |
| 5    | Maureen Nisima      | 210    |

| Rang | Nom       | Points |
| ---- | --------- | ------ |
| 1    | Roumanie  | 344    |
| 2    | Pologne   | 324    |
| 3    | Allemagne | 304    |
| 4    | Chine     | 271    |
| 5    | France    | 258    |

### Fleuret
| Rang | Nom                  | Points |
| ---- | -------------------- | ------ |
| 1    | Lei Sheng            | 358    |
| 2    | Yūki Ōta             | 246    |
| 3    | Andrea Cassarà       | 232    |
| 4    | Peter Joppich        | 228    |
| 5    | Miles Chamley-Watson | 220    |

| Rang | Nom    | Points |
| ---- | ------ | ------ |
| 1    | Chine  | 424    |
| 2    | Italie | 372    |
| 3    | Russie | 310    |
| 4    | Japon  | 275    |
| 5    | France | 245    |

| Rang | Nom                | Points |
| ---- | ------------------ | ------ |
| 1    | Valentina Vezzali  | 444    |
| 2    | Nam Hyun-hee       | 348    |
| 3    | Elisa Di Francisca | 348    |
| 4    | Arianna Errigo     | 280    |
| 5    | Jeon Hee-sook      | 208    |

| Rang | Nom          | Points |
| ---- | ------------ | ------ |
| 1    | Italie       | 384    |
| 2    | Corée du Sud | 276    |
| 3    | Russie       | 256    |
| 4    | Pologne      | 254    |
| 5    | Allemagne    | 222    |

### Sabre
| Rang | Nom                  | Points |
| ---- | -------------------- | ------ |
| 1    | Nicolas Limbach      | 290    |
| 2    | Oh Eun-seok          | 230    |
| 3    | Gu Bon-gil           | 226    |
| 4    | Áron Szilágyi        | 208    |
| 5    | Veniamin Reshetnikov | 186    |

| Rang | Nom          | Points |
| ---- | ------------ | ------ |
| 1    | Italie       | 336    |
| 2    | Roumanie     | 286    |
| 3    | Russie       | 274    |
| 4    | Corée du Sud | 238    |
| 5    | France       | 216    |

| Rang | Nom                  | Points |
| ---- | -------------------- | ------ |
| 1    | Mariel Zagunis       | 444    |
| 2    | Olha Kharlan         | 380    |
| 3    | Sofia Velikaïa       | 284    |
| 4    | Ekaterina Diatchenko | 202    |
| 5    | Aleksandra Socha     | 198    |

| Rang | Nom        | Points |
| ---- | ---------- | ------ |
| 1    | Russie     | 436    |
| 2    | Ukraine    | 348    |
| 3    | États-Unis | 316    |
| 4    | France     | 286    |
| 5    | Chine      | 254    |

## Statistiques
Tableaux des médailles généraux, masculins et féminins, des épreuves de coupe du monde (hors tournois satellites et continentaux). Ces tableaux ne contiennent que les dix pays les plus titrés. Chez les hommes, 27 nations ont été médaillées dont 17 ont remporté au moins un titre. Du côté des dames, 18 nations sont montées sur un podium cette saison pour 12 nations titrées dans au moins une épreuve.
| Rang  | Nation       | Or | Argent | Bronze | Total |
| ----- | ------------ | -- | ------ | ------ | ----- |
| 1     | Italie       | 10 | 14     | 16     | 40    |
| 2     | Chine        | 8  | 4      | 5      | 17    |
| 3     | Corée du Sud | 7  | 6      | 8      | 21    |
| 4     | Allemagne    | 6  | 3      | 3      | 12    |
| 5     | Russie       | 5  | 5      | 10     | 20    |
| 6     | France       | 4  | 6      | 8      | 18    |
| 7     | Hongrie      | 4  | 2      | 15     | 21    |
| 8     | Roumanie     | 3  | 2      | 6      | 11    |
| 9     | Royaume-Uni  | 2  | 2      | 1      | 5     |
| 10    | Espagne      | 2  | 0      | 3      | 5     |
| Total | Total        | 59 | 59     | 102    | 220   |

| Rang  | Nation       | Or | Argent | Bronze | Total |
| ----- | ------------ | -- | ------ | ------ | ----- |
| 1     | Italie       | 17 | 9      | 26     | 52    |
| 2     | Russie       | 12 | 6      | 17     | 35    |
| 3     | Allemagne    | 5  | 5      | 6      | 16    |
| 4     | États-Unis   | 5  | 4      | 4      | 13    |
| 5     | Ukraine      | 4  | 6      | 3      | 10    |
| 6     | Pologne      | 4  | 5      | 10     | 20    |
| 7     | France       | 4  | 5      | 8      | 17    |
| 8     | Roumanie     | 4  | 2      | 4      | 10    |
| 9     | Corée du Sud | 2  | 6      | 10     | 18    |
| 10    | Hongrie      | 2  | 4      | 3      | 9     |
| Total | Total        | 61 | 61     | 104    | 226   |